# Aïn Youcef
Aïn Youcef (în arabă عين يوسف) este o comună din provincia Tlemcen, Algeria.
Populația comunei este de 13.234 de locuitori (2008).